# Red, Hot and Blue
Red, Hot and Blue é um filme estadunidense de 1949, do gênero comédia musical, dirigido por John Farrow e estrelado por Betty Hutton e Victor Mature. O roteiro mistura bastidores da Broadway, crime e história de Cinderela, com um resultado final que agradou o público. Betty, em elogiado desempenho, canta as quatro canções escritas por Frank Loesser, das quais a melhor é Where Are You Now, That I Need You?. Loesser também aparece brevemente, no papel de gângster.
Segundo Ken Wlaschin, o filme está entre os dez melhores de Betty Hutton.
Um espetáculo com o mesmo título original, canções de Cole Porter e Bob Hope no elenco, fez sucesso na Broadway entre 1936 e 1937, mas o filme não tem relação com ele.

## Sinopse
Eleanor Collier faz de tudo para tornar-se estrela da Broadway, o que leva a desentendimentos com o namorado Danny James, diretor de palco. Contratada para peça financiada por gângsteres, ela se torna a principal suspeita quando um dos atores é assassinado.

## Elenco
| Ator/Atriz       | Personagem        |
| ---------------- | ----------------- |
| Betty Hutton     | Eleanor Collier   |
| Victor Mature    | Danny James       |
| William Demarest | Charlie Baxter    |
| June Havoc       | Sandra            |
| Jane Nigh        | Angelica Roseanne |
| Frank Loesser    | Lempke            |
| William Talman   | Bunny Harris      |
| Art Smith        | Laddie Corwin     |
| Onslow Stevens   | Capitão Allen     |